# Tourist Trophy 1967
Il Tourist Trophy fu la quarta prova del motomondiale 1967, nonché la 49ª edizione della prova.
Si svolse dal 12 al 16 giugno 1967, tornando al periodo classico di effettuazione, e vi corsero tutte le classi disputate in singolo, nonché i sidecar. Gareggiarono per prime il 12 giugno la 250 e i sidecar, il 14 giugno si svolsero le gare della 350 e della 125, il 16 giugno quelle della 50 e della 500; tutte le prove si svolsero sul Circuito del Mountain.
I vincitori furono: Mike Hailwood che si impose nella classe 500, nella 350 e nella 250 in sella a Honda, Phil Read in 125 su Yamaha e Stuart Graham in 50 su Suzuki; l'equipaggio tedesco Siegfried Schauzu/Horst Schneider si impose tra i sidecar su una BMW.
Anche in questa occasione, nelle prove antecedenti la gara, vi fu un incidente mortale che coinvolse Alf Shaw.
In questa edizione del TT vennero inserite anche tre prove destinate alle derivate da moto di serie, divise in varie classi di cilindrata.

## Classe 500
Al Senior TT, gara conclusiva del gran premio disputata il 16 giugno, furono 91 i piloti alla partenza e 37 vennero classificati al termine della gara. Tra i piloti ritirati vi furono Giacomo Agostini, Rodney Gould, Kel Carruthers, Angelo Bergamonti, Renzo Pasolini e Mike Duff.
La gara venne riportata sui giornali dell'epoca come una delle più belle edizioni della corsa, grazie al duello tra Mike Hailwood e Giacomo Agostini che durò per buona parte della competizione, fino a quando il secondo non venne costretto al ritiro per noie meccaniche.

### Arrivati al traguardo (prime 20 posizioni)
| Pos. | Pilota           | Moto      | Tempo      | Punti |
| ---- | ---------------- | --------- | ---------- | ----- |
| 1    | Mike Hailwood    | Honda     | 2h 08:36.2 | 8     |
| 2    | Peter Williams   | Matchless | +7:43.8    | 6     |
| 3    | Steve Spencer    | Norton    | +9:11.0    | 4     |
| 4    | John Cooper      | Norton    | +9:44.2    | 3     |
| 5    | Fred Stevens     | Paton     | +10:58.4   | 2     |
| 6    | John Hartle      | Matchless | +11:13.8   | 1     |
| 7    | Tom Dickie       | Matchless | +11:46.6   |       |
| 8    | William McCosh   | Matchless | +12:34.8   |       |
| 9    | Ron Chandler     | Matchless | +14:13.4   |       |
| 10   | Derek Lee        | Matchless | +14:21.2   |       |
| 11   | Rex Butcher      | Norton    | +14:51.8   |       |
| 12   | Barry Randle     | Norton    | +15:06.6   |       |
| 13   | Bill Smith       | Matchless | +15:19.8   |       |
| 14   | Gyula Marsovszky | Matchless | +15:59.2   |       |
| 15   | Charlie Sanby    | Norton    | +16:09.8   |       |
| 16   | Anthony McGurk   | Matchless | +16:17.4   |       |
| 17   | Steve Jolly      | Matchless | +16:58.8   |       |
| 18   | Brian Walmsley   | Norton    | +17:44.8   |       |
| 19   | Bernard Lund     | Matchless | +17:54.2   |       |
| 20   | Norman Price     | Norton    | +18:20.6   |       |

## Classe 350
Allo Junior TT furono 95 i piloti alla partenza e 36 quelli classificati al termine della corsa. Tra i ritirati vi furono Rod Gould, Barry Smith, Renzo Pasolini, Mike Duff, Dave Simmonds e Heinz Rosner.

### Arrivati al traguardo (prime 10 posizioni)
| Pos. | Pilota           | Moto      | Tempo      | Punti |
| ---- | ---------------- | --------- | ---------- | ----- |
| 1    | Mike Hailwood    | Honda     | 2h 09:45.6 | 8     |
| 2    | Giacomo Agostini | MV Agusta |            | 6     |
| 3    | Derek Woodman    | MZ        |            | 4     |
| 4    | Alberto Pagani   | Aermacchi |            | 3     |
| 5    | Chris Conn       | Norton    |            | 2     |
| 6    | Gilberto Milani  | Aermacchi |            | 1     |
| 7    | John Hartle      | Aermacchi |            |       |
| 8    | Steve Spencer    | Norton    |            |       |
| 9    | John Cooper      | Norton    |            |       |
| 10   | Kel Carruthers   | Aermacchi |            |       |

## Classe 250
Nel Lightweight TT furono 73 i piloti iscritti e 30 quelli classificati al termine della prova. Tra i ritirati vi furono Barry Smith, Bill Ivy, Gilberto Milani, Angelo Bergamonti, Derek Woodman, Heinz Rosner e Alberto Pagani.

### Arrivati al traguardo (prime 10 posizioni)
| Pos. | Pilota           | Moto     | Tempo       | Punti |
| ---- | ---------------- | -------- | ----------- | ----- |
| 1    | Mike Hailwood    | Honda    | 2h 11:47.6  | 8     |
| 2    | Phil Read        | Yamaha   | + 1'18" 8   | 6     |
| 3    | Ralph Bryans     | Honda    | + 4'39" 4   | 4     |
| 4    | Dave Simmonds    | Kawasaki | + 15'00" 8  | 3     |
| 5    | Bill Smith       | Kawasaki | + 20' 21" 6 | 2     |
| 6    | Mick Chatterton  | Yamaha   | + 20'37" 4  | 1     |
| 7    | Gyula Marsovszky | Bultaco  | + 22'33" 0  |       |
| 8    | T Holdsworth     | Greeves  |             |       |
| 9    | Bob Farmer       | Yamaha   |             |       |
| 10   | Tommy Robb       | Bultaco  |             |       |

## Classe 125
Nell'Ultra-Lightweight TT furono 51 i piloti alla partenza e 33 classificati al traguardo. Tra i ritirati vi furono Bill Ivy e Yoshimi Katayama.

### Arrivati al traguardo (prime 10 posizioni)
| Pos. | Pilota            | Moto     | Tempo      | Punti |
| ---- | ----------------- | -------- | ---------- | ----- |
| 1    | Phil Read         | Yamaha   | 1h 09:40.8 | 8     |
| 2    | Stuart Graham     | Suzuki   | + 3" 4     | 6     |
| 3    | Akiyasu Motohashi | Yamaha   | + 2'08" 8  | 4     |
| 4    | Dave Simmonds     | Kawasaki | + 4'05" 2  | 3     |
| 5    | Kel Carruthers    | Honda    | + 8'02" 4  | 2     |
| 6    | Jim Curry         | Honda    | + 8'25" 2  | 1     |
| 7    | Tommy Robb        | Honda    |            |       |
| 8    | Peter Inchley     | TSR      |            |       |
| 9    | Bo Gustafson      | Honda    |            |       |
| 10   | Martin Carney     | Bultaco  |            |       |

## Classe 50
Nella gara riservata alla cilindrata minore furono 24 i piloti alla partenza e 13 risulta abbiano passato la linea del traguardo; tra i ritirati vi furono Barry Smith e Yoshimi Katayama.

### Arrivati al traguardo
| Pos. | Pilota               | Moto        | Tempo      | Punti |
| ---- | -------------------- | ----------- | ---------- | ----- |
| 1    | Stuart Graham        | Suzuki      | 1h 21:56.8 | 8     |
| 2    | Hans-Georg Anscheidt | Suzuki      |            | 6     |
| 3    | Tommy Robb           | Suzuki      |            | 4     |
| 4    | Chris Walpole        | Honda       |            | 3     |
| 5    | Leslie Griffiths     | Honda       |            | 2     |
| 6    | Stan Lawley          | Honda       |            | 1     |
| 7    | Thomas Fearns        | Honda       |            |       |
| 8    | Brian Gleed          | Honda       |            |       |
| 9    | Trevor Burgess       | Yamaha      |            |       |
| 10   | John Lawley          | Honda       |            |       |
| 11   | Robin Udall          | Honda       |            |       |
| 12   | Dennis Trollope      | Honda       |            |       |
| 13   | J W Wheldon          | Foster Ital |            |       |

## Sidecar TT
Si trattò della 98ª prova disputata per le motocarrozzette dall'istituzione del motomondiale. Disputata sulla distanza di 3 giri, furono 79 equipaggi alla partenza e 40 al traguardo.

### Arrivati al traguardo (posizioni a punti)
| Pos | Pilota             | Passeggero      | Moto | Tempo      | Punti |
| --- | ------------------ | --------------- | ---- | ---------- | ----- |
| 1   | Siegfried Schauzu  | Horst Schneider | BMW  | 1h 14:50.0 | 8     |
| 2   | Klaus Enders       | Ralf Engelhardt | BMW  | + 0" 8     | 6     |
| 3   | Colin Seeley       | Ray Lindsay     | BMW  |            | 4     |
| 4   | Peter 'Pip' Harris | John Thornton   | BMW  |            | 3     |
| 5   | Barry Dungsworth   | Neil Caddow     | BMW  |            | 2     |
| 6   | Terry Vinicombe    | John Flaxman    | BSA  |            | 1     |